# Urar
Urar je strokovnjak, ki izdeluje, popravlja in izboljšuje ure.
Eden prvih poimensko omenjenih urarjev je bil Rihard Wallingfordški, ki je v 14. stoletju izdelal načrt za astronomsko uro, ki pa je bila sestavljena šele 20 let po njegovi smrti..
Danski matematik in fizik, Christiaan Huygens, je izumil nihalno uro (patentiral leta 1656).